# Coconut Oil
Coconut Oil è il primo EP della cantante statunitense Lizzo, pubblicato il 7 ottobre 2016 dalla Atlantic.

## Tracce
1. Worship – 2:58
2. Phone – 2:49
3. Scuse Me – 3:24
4. Deep – 3:15
5. Good As Hell – 2:40
6. Coconut Oil – 4:25